# J-Boog
Jarell Damonté Houston Sr. (11 de agosto de 1985), conhecido como J-Boog, é um cantor, rapper e ator americano de R&B e Hip Hop. Ele era um membro do grupo B2K.

## Biografia
J-Boog nasceu e cresceu em Compton, na Califórnia, e vem cantando e dançando desde os dois anos de idade. Ele é primo em primeiro grau de Marques Houston.
J-Boog era um dos membros do grupo B2K que fez muito sucesso no começo dos anos 2000, junto Lil 'Fizz, Raz-B e Omarion. Ele estrelou em 2004 o filme You Got Served com seus companheiros do B2K, junto com Marques Houston. Ele interpretou o personagem Rico. Seu desempenho no filme foi elogiado por muitos críticos.

## Referência
1. ↑  «J-Boog». IMDb (em inglês). Consultado em 17 de outubro de 2018